# Louis Bissinger
Louis Bissinger (né le 24 avril 1899 à Lyon 2e, Rhône, décédé le 25 février 1978 à Rillieux-la-Pape, Rhône) est un artiste peintre français.

## Biographie
Dans la région du Dauphiné qui lui est chère, il rencontre et fréquente de nombreux peintres lyonnais et se lie d'amitié avec Giacomini, Anselme, Abel Gay, Romagnol, Mademoiselle Soudan ainsi que Reignier, avec qui il partage la même admiration pour le peintre Ravier. Certaines œuvres de Louis Bissinger porte la signature " Bérard" ou "Régis Bérard", pseudonyme qu'il utilisait souvent.
Durant la guerre, il est arrêté le 14 septembre 1943 à Lyon et est interné à la prison de Montluc. Transféré à Compiègne, il est déporté le 14 décembre 1943 au camp de Buchenwald par le convoi n°I.161. Durant sa détention, il parvient à réaliser des aquarelles. À son retour en France, il organise une exposition de ses œuvres illustrant l'enfer des camps de la mort. Il obtient le 1er Prix de la ville de Lyon en 1945, et participe au cours des années suivantes à de nombreuses expositions.
En 1950, il part habiter à Morestel, et y travaille jusqu'en 1960. En 1954, Il obtient le 1er Prix des Amis des Arts de Grenoble. En 1957, l'État Français et le Musée de l'Armée renforcent son succès et font l'acquisition de plusieurs tableaux.
Après plusieurs séjours en Franche-Comté en compagnie de son épouse Yvette (en particulier à Lons-le-Saunier dans le Jura chez ses amis antiquaires Mlle et M Luigi) mais aussi en Bourgogne, en Alsace, en Champagne dans la Marne, il part pour Brandonvillers en 1970.
Louis Bissinger laisse derrière lui une grand quantité d'œuvres.